# La Malédiction de la Panthère rose
Pour les articles homonymes, voir La Panthère rose (homonymie).
Série
Quand la Panthère rose s'emmêle
(1976) À la recherche de la Panthère rose
(1982)
Pour plus de détails, voir Fiche technique et Distribution.
La Malédiction de la Panthère rose (Revenge of the Pink Panther) est un film américano-britannique réalisé par Blake Edwards, sorti en 1978. C'est le dernier opus de la série tourné avec Peter Sellers, mort en 1980.

## Synopsis
Ayant échappé à seize attentats, l'inspecteur Clouseau est devenu une légende. La French Connection, pour montrer son pouvoir à ses « clients », cherche à éliminer cet inspecteur. C'est un criminel évadé qui est tué par erreur à sa place. Clouseau, considéré comme mort, a droit à des funérailles nationales. L'inspecteur Dreyfus, ex-supérieur et « ennemi intime de Clouseau », est libéré de l'asile psychiatrique où il était interné (cf. épisodes précédents) afin de mener l'enquête sur le crime. De son côté, Clouseau, aidé par cato, enquête aussi. Tous vont se retrouver à Hong Kong,.

## Fiche technique
- Titre original : Revenge of the Pink Panther
- Titre français : La Malédiction de la Panthère rose
- Réalisation : Blake Edwards
- Scénario : Frank Waldman (en), Ron Clark et Blake Edwards
- Décors : Peter Mullins
- Costumes : Tiny Nicholls
- Photographie : Ernest Day
- Effets spéciaux : Brian Johnson
- Montage : Alan Jones
- Musique : Henry Mancini
- Production : Blake Edwards ; Tony Adams (en) (délégué)
- Société de production : Jewel Productions, Pimlico Films et United Artists
- Société de distribution : United Artists
- Budget : 8 millions de $
- Pays de production :  Royaume-Uni,  États-Unis
- Format : Couleur (Technicolor) - Format 35 mm - 2,35:1 - son monophonique
- Genre : Comédie policière
- Durée : 99 minutes
- Dates de sortie :
  - États-Unis : 19 juillet 1978
  - France : 6 décembre 1978
- Affiche : Jouineau Bourduge (France)

## Distribution
- Peter Sellers (VF : Michel Roux) : l'inspecteur principal Jacques Clouseau
- Herbert Lom (VF : Pierre Garin) : l'inspecteur principal Charles Dreyfus
- Dyan Cannon (VF : Sylviane Margollé) : Simone Legree
- Burt Kwouk (VF : Jacques Aveline) : Cato Fong
- Robert Webber (VF : Jean-Claude Michel) : Philippe Douvier
- Adrienne Corri (VF : Jeanine Freson) : Thérèse Douvier
- Tony Beckley (en) (VF : Pierre Arditi) : Guy Algo
- Robert Loggia : Al Marchione
- Paul Stewart (VF : Robert Dalban) : Julio Scallini
- André Maranne : le sergent François Chevalier
- Graham Stark (VF : Gérard Hernandez) : le professeur Auguste Balls
- Alfie Bass : Fernet,le gardien[3],[4] (scène du clin d'oeil à L'Île au trésor)
- Sue Lloyd (VO : Michael Bell ; VF : Jacques Ciron)[5] : Claude Russo
- Danny Schiller : Cunny
- Douglas Wilmer (VF : Jean-François Laley) : le commissaire de police
- Ferdy Mayne (VF : René Bériard) : Dr Paul Laprone
- Lon Satton : Sam Spade
- Elisabeth Welch (VF : Lita Recio) : Mrs Wu
- Valerie Leon (VF : Martine Messager) : Tanya
- Anthony Chinn (VF : Alain Dorval) : Benson, le portier chinois
- Alec Bregonzi (VF : René Renot) : un membre du CA de Douvier

## Les déguisements de Clouseau,Cato,Simone et Claude Russo
- Clouseau[6] : Toulouse-Lautrec;échange le déguisement en femme  de Claude Russo avec ses habits tout en gardant sa moustache et est conduit en hôpital psychiatrique,Claude Russo lui se déguise en inspecteur Clouseau et est abattu. Clouseau se fait passer pour l'inspecteur Dreyfus,puis prêtre,Long John Silver de  L'île au trésor,marin,Chinois;parrain de la mafia.
- Cato : Fausse barbe,chapeau et manteau noir qui le font ressembler à un Rabbin;chapeau noir ,costume cravate et des lunettes qui troublent sa vision à Hong-Kong
- Simone : perruque noire a Hong-Kong

## Distinctions

### Récompenses
- Evening Standard British Film Awards 1979 : Meilleure comédie

### Nominations
- Grammy Awards 1979 : Meilleur album de musique écrite pour le cinéma ou la télévision pour Henry Mancini et Leslie Bricusse

## Autour du film
- Bien que l'inspecteur Dreyfus ait été désintégré à la fin du film précédent, on le retrouve dans la même situation qu'au début dudit film, prêt à quitter l'asile psychiatrique où il avait été interné à la fin du Retour de la Panthère rose (1975), sans qu'aucune explication ne soit donnée à cette « résurrection ».

- Le plan de coupe sur l'hôpital psychiatrique à 32 min 52 s a été tourné sur le campus de l'École normale supérieure Paris-Saclay à Cachan. À Hong-Kong, quelques scènes ont été tournées à l'hôtel Excelsior (en)[7].

- Ce film est le dernier de cette série tourné par Peter Sellers de son vivant[8].

## Place dans la série
Ce film est le cinquième d'une série de huit films réalisés par Blake Edwards :
1. La Panthère rose (1963)
2. Quand l'inspecteur s'emmêle (1964)
3. Le Retour de la Panthère rose (1975)
4. Quand la Panthère rose s'emmêle (1976)
5. La Malédiction de la Panthère rose (1978)
6. À la recherche de la Panthère rose (1982)
7. L'Héritier de la Panthère rose (1983)
8. Le Fils de la Panthère rose (1993)